# یواس‌اس مارکاب (ای‌دی-۲۱)
یواس‌اس مارکاب (ای‌دی-۲۱) (به انگلیسی: USS Markab (AD-21)) یک کشتی بود که طول آن ۴۹۲ فوت (۱۵۰ متر) بود. این کشتی در سال ۱۹۴۰ ساخته شد.